# باس فان فراسن
باستيان كورنيليس فان فراسن (ولد في 5 أبريل 1941) هو فيلسوف هولندي أمريكي اشتهر بإسهاماته في فلسفة العلوم ونظرية المعرفة والمنطق الرسمي. وهو أستاذ متميز في الفلسفة في جامعة ولاية سان فرانسيسكو وأستاذ فخري في الفلسفة في جامعة برينستون.